# Ildikó Rejtő
Ildikó Ságiné-Ujlakiné-Rejtő (Budapest, 11 de mayo de 1937) es una deportista húngara que compitió en esgrima, especialista en la modalidad de florete.
Participó en cinco Juegos Olímpicos de Verano entre los años 1960 y 1976, obteniendo en total siete medallas: plata en Roma 1960, dos oros en Tokio 1964, plata y bronce en México 1968, plata en Múnich 1972 y bronce en Montreal 1976. Ganó quince medallas en el Campeonato Mundial de Esgrima entre los años 1958 y 1975.

## Palmarés internacional
| Juegos Olímpicos   | Juegos Olímpicos            | Juegos Olímpicos  | Juegos Olímpicos    |
| Año                | Lugar                       | Medalla           | Prueba              |
| ------------------ | --------------------------- | ----------------- | ------------------- |
| 1960               | Roma (Italia)               | Medalla de plata  | Florete por equipos |
| 1964               | Tokio (Japón)               | Medalla de oro    | Florete individual  |
| 1964               | Tokio (Japón)               | Medalla de oro    | Florete por equipos |
| 1968               | Ciudad de México (México)   | Medalla de plata  | Florete por equipos |
| 1968               | Ciudad de México (México)   | Medalla de bronce | Florete individual  |
| 1972               | Múnich (RFA)                | Medalla de plata  | Florete por equipos |
| 1976               | Montreal (Canadá)           | Medalla de bronce | Florete por equipos |
| Campeonato Mundial |                             |                   |                     |
| Año                | Lugar                       | Medalla           | Prueba              |
| 1958               | Filadelfia (Estados Unidos) | Medalla de bronce | Florete individual  |
| 1959               | Budapest (Hungría)          | Medalla de oro    | Florete por equipos |
| 1961               | Turín (Italia)              | Medalla de plata  | Florete por equipos |
| 1962               | Buenos Aires (Argentina)    | Medalla de oro    | Florete por equipos |
| 1963               | Danzig (Polonia)            | Medalla de oro    | Florete individual  |
| 1963               | Danzig (Polonia)            | Medalla de plata  | Florete por equipos |
| 1966               | Moscú (URSS)                | Medalla de plata  | Florete por equipos |
| 1967               | Montreal (Canadá)           | Medalla de oro    | Florete por equipos |
| 1969               | La Habana (Cuba)            | Medalla de bronce | Florete por equipos |
| 1971               | Viena (Austria)             | Medalla de plata  | Florete individual  |
| 1971               | Viena (Austria)             | Medalla de plata  | Florete por equipos |
| 1973               | Gotemburgo (Suecia)         | Medalla de oro    | Florete por equipos |
| 1973               | Gotemburgo (Suecia)         | Medalla de bronce | Florete individual  |
| 1974               | Grenoble (Francia)          | Medalla de plata  | Florete por equipos |
| 1975               | Budapest (Hungría)          | Medalla de plata  | Florete por equipos |